# 太郎 (歌手)
太郎（たろう、本名：福川 太郎〈ふくかわ たろう〉、1979年5月8日 - ）は、日本のシンガーソングライター、ファッションブランド運営者。
歌手活動デビュー時はVirgin Music（東芝EMI、現ユニバーサルミュージック）に所属していた。

## 概要
2003年に大学を卒業後、当初は東京都で大手電機メーカーに就職。同時期に音楽活動を開始し、音楽の世界に挑戦したい気持ちから「30歳までに結果がでなかったらあきらめよう」と考え、26歳で退職。音楽活動に専念する。
2006年にdwango、MTV、テレビ埼玉、他数々のメディアやレコード会社オーディションに「男女」のデモ・テープを送ったところ、その強烈なインパクトで注目を浴び、多数の入選を果たした。その後dwangoにて大幅先行配信をしたところ、1ヶ月間で4万ダウンロードの実績を上げた。その後動画投稿サイトでの投稿で頻繁に使用されており、一大ブームとなっていた。
高校時代からジージャンを愛用していたが既製品に満足できず、2015年に自作を始める。図書館の本で作り方を学び、ジージャン、ジーンズ、帽子を製作。3rdアルバムのMV用に、同年夏、それらを身に着けて「東京から国産ジーンズ発祥の地である児島まで歩くとジーンズはどのくらい色落ちするか」を調べる動画を作成。42日間で東京タワーから児島までを歩き切る旅を経験する。その旅の中で倉敷ファッションセンターが実施している「ジーンズ縫製実践講座」を勧められ、2016年にその講座を体験したこときっかけに、理想のジージャンが作りたいという思いから起業の準備を始める。
当初は東京で起業しようとするも融資を断られ、岡山県倉敷市にある「倉敷市児島産業振興センター」だと工業用ミシンが使い放題で初期費用が安く済むことから、倉敷市での起業を決断。2017年8月に茨城県取手市から岡山県倉敷市児島に移住。市街地で4年間暮らしたのち、下津井に居住している。個人でのデニムブランド「ダンジョデニム」を立ち上げ、企画、デザイン、パターン、裁断、縫製、販売を個人で行っている。2021年10月26日には瀬戸大橋のたもとに工房も備え付けた実店舗をオープンした。
ブランド立ち上げ以降も音楽活動を継続するため、移住先に作曲用の機材を持ち込んでいるが、それらに触れる機会はめっきり減っているという。
2019年10月からはYouTubeの縫製バラエティチャンネル「縫製ばぁ」のメンバーの一人としても活動しており、YouTubeでの情報発信を起案した一人でもある。また、町おこし団体「下津井シービレッジプロジェクト」のメンバーでもあり、高校や大学での講演も行っている。
2023年12月26日（25日深夜）放送のテレビ東京『マヂキタ大草原「音楽の日とついでのお笑いの日」スペシャル!』の「インターネット老人会が選ぶ名曲ベスト3」で1位に選ばれた「男女」を披露した。テレビ番組で「男女」を歌ったのはこれが初めてだったという。

## ディスコグラフィ

### シングル
| 枚  | 発売日         | タイトル | 規格品番   | 備考                                                                             |
| --- | -------------- | -------- | ---------- | -------------------------------------------------------------------------------- |
| 1st | 2006年12月13日 | 男女     | TOCT-40085 | 日本レコード協会2009年12月度有料音楽配信認定においてゴールド認定（着うたフル(R)) |

### アルバム
| 枚  | 発売日        | タイトル | 収録曲 | 備考                         |
| --- | ------------- | -------- | --- | ---------------------------- |
| 1st | 2012年11月7日 | 一郎     | 1. 誰だ 2. 男女（一郎mix） 3. April Fool 4. しゃがむとポキって鳴るんです 5. 放送禁止用語 6. 週末旅行計画 7. 家計簿 | 自主制作ミニアルバム         |
| 2nd | 2014年7月9日  | 二郎     | 1. ランランラララ 2. テレビっ子 3. 理想の人より好きなので 4. 夢 5. その人生、私と取り替えてみませんか 6. 夜景 7. お元気ですか、生きていますか 8. 理想の人より好きなので (Fang Qi vocal version) 9. 男女 (2014 y0c1e remix) | インディーズ制作ミニアルバム |
| 3rd | 2016年1月4日  | 三郎     | 1.Rhythmic Party (instrumental) 2. 噂 3. 鰹少女 4. 大江戸倶楽部 5. かぐや姫 6. わいやいや 7. Gパンだよ | 自主制作ミニアルバム         |

### 配信限定
| 配信開始日   | タイトル                     |
| ------------ | ---------------------------- |
| 2011年2月2日 | April Fool                   |
| 2011年4月2日 | かぐや姫                     |
| 2011年5月8日 | しゃがむとポキって鳴るんです |
| 2011年6月1日 | 放送禁止用語                 |